# 大普拉沃茨鄉

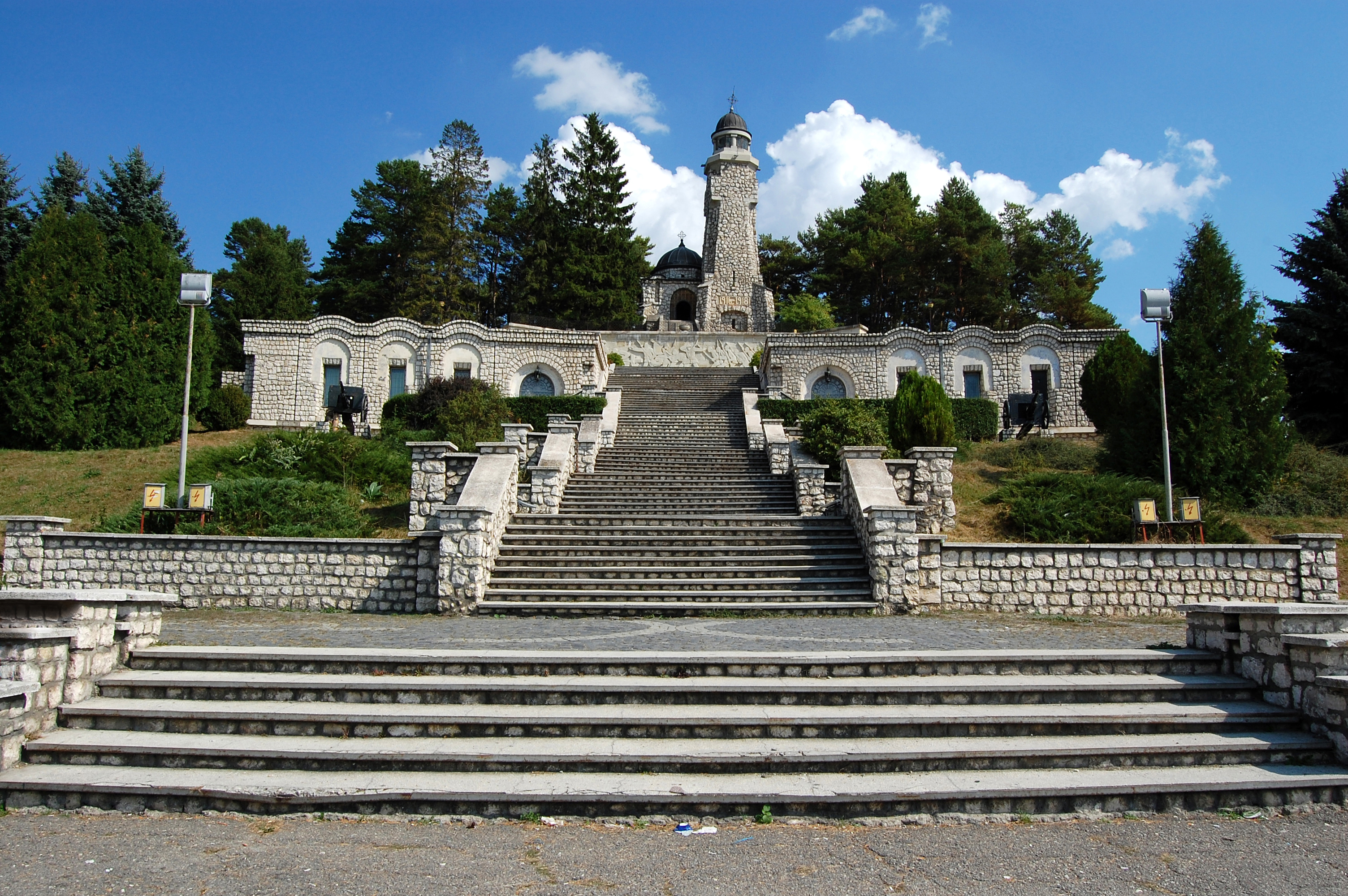

45°17′N 25°05′E / 45.283°N 25.083°E
大普拉沃茨鄉（羅馬尼亞語：Comuna Valea Mare Pravăț, Argeș），是羅馬尼亞的鄉份，位於該國中南部，由阿爾傑什縣負責管轄，面積61平方公里，2007年人口4,365，人口密度每平方公里71人，超過九成居民信奉東正教。